# Spider-Man: Amigo o Enemigo
Spider-Man: Friend or Foe (en castellano Spider-Man: Amigo o Enemigo) es un videojuego de estilo Beat'em up en tercera persona desarrollado por Next Level Games para Wii, Xbox 360 y PlayStation 2, los encargados de videojuegos como Mario Smash Football y Mario Strikers Charged, y por Beenox para PC, mientras que las versiones del juego para Nintendo DS y PlayStation Portable fueron desarrolladas por Artificial Mind and Movement. El juego llegó a Estados Unidos y Australia en octubre de 2007 y a Europa en noviembre del mismo año.
El tráiler fue presentado en el E3 de 2007. Su argumento retomará la ambientación de las tres películas, aunque tendrá otro enemigo diferente, que obligará a Spider-Man a unirse a sus enemigos y amigos para luchar contra esa amenaza.
El apartado gráfico cambiará respecto a los anteriores videojuegos de Spiderman, siendo un 3-D que se asemeja al de películas de animación con unos efectos bien trabajados. Se ha confirmado que habrá un modo cooperativo en red local.

## Trama
En una escena de apertura, Spider-Man se encuentra a sí mismo perseguido por sus villanos de las películas. Él consigue ayuda de Nuevo Duende mientras combate al Duende Verde, Doctor Octopus, Hombre de Arena, y Venom. Los seis personajes se hallan atacados por una fuerza enemiga y uno por uno, los villanos empiezan a desaparecer. Mientras tanto, Spider-Man es rescatado por Nick Fury de S.H.I.E.L.D., quien le informa que el meteoro que había traído el simbionte a la Tierra se ha roto en la atmósfera de la Tierra y cinco pedazos más se han distribuido en cinco localidades distintas en el globo. Fury envía a Spider-Man a recuperar los fragmentos de meteoro. Spider-Man descubre que los villanos que lo atacaron y varios enemigos más, incluyendo a Rhino y el Escorpión, están bajo el control mental de un villano misterioso. El villano también crea y controla infantería mitad simbionte y mitad holográficos llamados F.A.N.T.A.S.M.A.S. (abreviatura de Fuerzas Armadas Nano-Tecnológicas con Avatares Singulares Monstruosos Avanzados). Mientras Spider-Man lucha con sus enemigos uno por uno y les rescata del poder mental, ellos prometen ayudar a encontrar al responsable. A medida que Spider-Man progresa, obtiene más aliados como Merodeador, la Gata Negra, Puño de Hierro, el Lagarto (no retratado como villano), y Blade. Él descubre que el villano responsable es Mysterio, su intención es usar su ejército para controlar el mundo, usando cada fragmento de meteoro para hacerles más fuertes. Spider-Man se da cuenta de que la única manera de enfrentarse a Mysterio es utilizando el último fragmento para recuperar su traje negro. Al final, Spider-Man le derrota y entrega los fragmentos a Fury, que decide analizarlas y se refiere al estudio como "Proyecto Matanza", por la enorme matanza que se hubiera producido.

## Personajes

### Héroes
- Spider-Man
- Duende II
- Marta Plateada (no en PS2 y PSP)
- Merodeador (no en PSP)
- Gata Negra
- Puño de Hierro
- Blade
- Nick Fury (PNJ)

### Villanos
- Doc Ock
- Rhino
- Duende Verde
- Escorpión (no en PSP)
- Lagarto (no en PSP)
- Hombre de Arena
- Morbius
- Venom
- Electro (solo en PSP)
- Carnage (solo en PSP)
- Mysterio (PNJ)

## Localizaciones
- Helitransporte de S.H.I.E.L.D. (sirve de pausa entre misiones)
- Tokio, Japón
- Isla Tangaroa
- El Cairo, Egipto
- Stokerstov, Transilvania (no en PSP)
- Alberna, Nepal
- Ciudad Marina del Mediterráneo (sólo PSP y XBOX 360)
- New York (sólo DS y XBOX 360)
- París, Francia (sólo DS y XBOX 360)